# Rodger Davies
Rodger Paul Davies, född 7 maj 1921 i Berkeley i Kalifornien, död 19 augusti 1974 i Nicosia, var en amerikansk diplomat. Han tjänstgjorde i USA:s armé i andra världskriget.
Davies tillträdde som USA:s ambassadör i Nicosia den 10 juli 1974. Han mördades den 19 augusti samma år. Under Davies korta period som ambassadör inträffade statskuppen på Cypern 1974 och Turkiet genomförde invasionen av öns norra delar.